# بخش نادیا
بخش نادیا (به انگلیسی: Nadia district) یک منطقهٔ مسکونی در هند است که در بخش ریاست جمهوری واقع شده‌است. بخش نادیا ۳٬۹۲۷ کیلومتر مربع مساحت و ۵٬۱۶۷٬۶۰۱ نفر جمعیت دارد.